# Frente oriental (Primera Guerra Mundial)

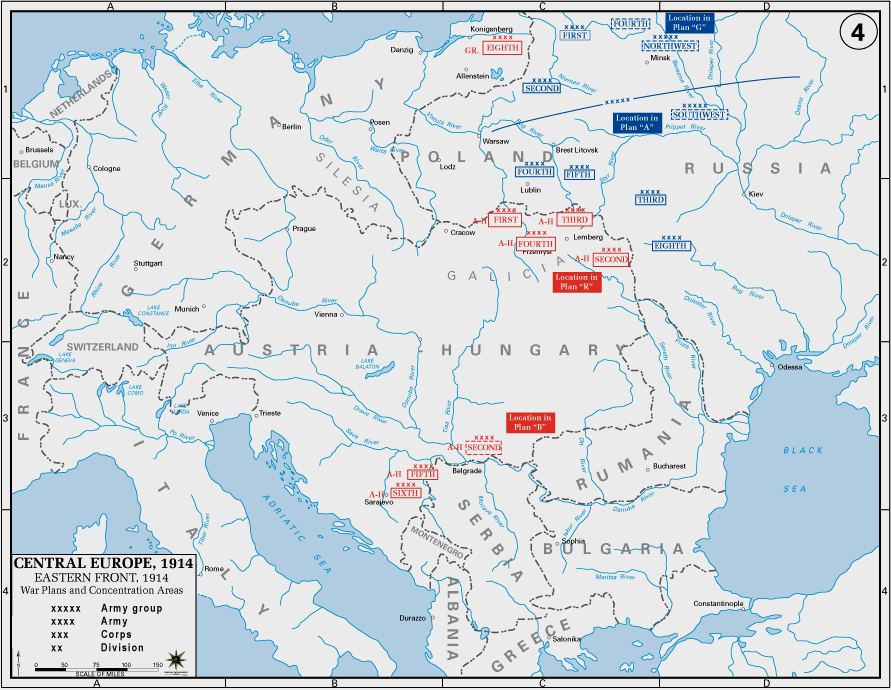
Distribución general del frente oriental en el año 1914.

El frente de Europa Oriental o frente oriental fue un frente europeo durante la Primera Guerra Mundial. Se encontraba localizado en Europa Central y en Europa Oriental, y era mucho más extenso que el occidental.
Durante 1910, el general ruso Yuri Danilov desarrolló el "Plan 19", según el cual cuatro ejércitos invadirían Prusia Oriental. Este plan fue criticado ya que Austria-Hungría podía ser una amenaza mayor que el Imperio Alemán. Así que en lugar de cuatro ejércitos invadiendo Prusia Oriental, los rusos planearon enviar dos ejércitos a Prusia Oriental, y dos ejércitos para defenderse de las fuerzas austrohúngaras que invadían desde el Galicia. En los primeros meses de la guerra, el Ejército Imperial Ruso intentó una invasión de Prusia oriental en el Teatro del Noroeste, sólo para ser derrotada por Alemania tras el éxito inicial. Al mismo tiempo, en el sur, tuvieron éxito en la invadieron Galitzia, derrotando allí a las fuerzas austrohúngaras. En Polonia rusa, los alemanes fracasaron en tomar Varsovia. Pero en 1915, las fuerzas alemanas y austrohúngaras estaban en avance, infligiendo a los rusos grandes bajas en Galitzia y en Polonia, obligándoles a la retirada. El Gran Duque Nicolás fue destituido de su cargo de comandante en jefe y sustituido por el propio zar Nicolás. Varias ofensivas contra los alemanes en 1916 fracasaron, entre ellas la Ofensiva del Lago Naroch y la Ofensiva de Baranovichi. Sin embargo, el general Aleksei Brusilov supervisó una operación de gran éxito contra Austria-Hungría que se conoció como la ofensiva Brusilov, en la que el ejército ruso logró grandes avances. Al ser la mayor y más letal ofensiva de la Primera Guerra Mundial, los efectos de la ofensiva Brusilov fueron de gran alcance. Ayudó a aliviar la presión alemana durante la Batalla de Verdún, a la vez que ayudó a aliviar la presión austrohúngara sobre los italianos. Como resultado, las Fuerzas Armadas Austrohúngaras quedaron fatalmente debilitadas, y finalmente Rumanía decidió entrar en la guerra del lado de los Aliados. Sin embargo, las pérdidas humanas y materiales rusas también contribuyeron en gran medida a la Revolución Rusas.
Rumanía entró en guerra en agosto de 1916. Las potencias aliadas prometieron la región de Transilvania (que formaba parte de Austria-Hungría) a cambio del apoyo rumano. El ejército rumano invadió Transilvania y obtuvo éxitos iniciales, pero se vio obligado a detenerse y fue hecho retroceder por los alemanes y los austrohúngaros cuando Bulgaria les atacó desde el sur. Mientras tanto, en marzo de 1917 se produjo en Rusia una revolución (una de las causas fueron las penurias de la guerra). El zar Nicolás II se vio obligado a abdicar y se fundó un Gobierno Provisional Ruso, con Georgy Lvov como primer líder, que finalmente fue sustituido por Alexander Kerensky.
La recién formada República Rusa continuó luchando en la guerra junto a Rumanía y el resto de la Entente de forma desganada. Fue derrocada por la Revolución de Octubre por los bolcheviques en noviembre de 1917. Tras el Armisticio de Focșani entre Rumanía y las Potencias Centrales, Rumanía también firmó un tratado de paz con las Potencias Centrales el 7 de mayo de 1918, sin embargo fue cancelado por Rumanía el 10 de noviembre de 1918. El nuevo gobierno establecido por los bolcheviques firmó el Tratado de Brest-Litovsk con las Potencias Centrales en marzo de 1918, retirándose de la guerra; lo que condujo a la victoria de las Potencias Centrales en el Frente Oriental y a la derrota rusa en la Primera Guerra Mundial.

## Antecedentes
Tras el asesinato del archiduque Francisco Fernando de Austria en el atentado de Sarajevo a manos de un nacionalista serbio, el Imperio austrohúngaro, aliado del Imperio alemán, invadió Serbia. El Imperio ruso, aliado de Serbia, declaró la guerra a ambos imperios y abrió este frente en agosto de 1914.

## Primeras campañas: agosto-octubre de 1914
Inicialmente el Imperio ruso obtuvo algunas victorias sobre Austria-Hungría e invadió Prusia Oriental en las primeras semanas de agosto. Luego, fue derrotado en la batalla de Tannenberg por los alemanes a finales de agosto. En septiembre de 1914, el ejército alemán comenzó la invasión del Zarato de Polonia (parte del Imperio ruso): el 9 de octubre cruzó el Vístula con dirección a Varsovia, pero fue vencido por el ejército ruso en esta ciudad. 
Los austriacos por su parte atacaron por el sur en los Cárpatos, pero fueron frenados por los rusos, si bien a costa de grandes pérdidas. El jefe del Estado Mayor austrohúngaro, Franz Conrad von Hötzendorf, había ordenado la ofensiva precipitada contra el Zarato de Polonia y, tras unos días de rápidos avances, se había topado con el grueso del Ejército ruso al mando del gran duque Nicolás que, tras duros combates, había hecho retroceder a los austrohúngaros. En el sur, el general Alekséi Brusílov invadió la Bucovina, cuya capital fue evacuada por los austrohúngaros el 31 de agosto de 1914. El 3 de septiembre, caía en manos de los rusos la cuarta ciudad del imperio y gran centro de comunicaciones, Leópolis. Se sucedieron cuatro semanas de retirada continua austrohúngara: el 13 de septiembre los rusos sitiaban la fortaleza de Przemyśl, que se evacuaba el 21. La retirada austrohúngara finalizó el 2 de octubre y el frente se estabilizó en la línea Tarnów-Gorlice, a 140 km al oeste de Lemberg y con dos tercios de Galitzia en poder de los rusos.
Al retroceder los alemanes, los rusos volvieron a atacar en la batalla de Łódź, pero fueron derrotados, aunque ambos ejércitos sufrieron cuantiosas bajas.

## Entrada del Imperio otomano, invierno de 1914-1915
Entonces el Imperio otomano se alió con Alemania y Austria, y atacó la Armenia rusa, pero fueron rechazados por los rusos, en su retirada por la Armenia turca los turcos realizaron el llamado Genocidio Armenio, donde mataron a 500.000 armenios. Este intento de invasión por parte de Turquía obligó a Rusia a pedir ayuda a sus aliados Gran Bretaña y Francia, dando lugar el 19 de febrero de 1915 a la batalla de Galípoli, terminando el 9 de enero de 1916, con la retirada de las tropas aliadas.

## Avances austroalemanes: la ofensiva de Gorlice-Tarnów, 1915
Dispuestos a eliminar la amenaza rusa de invasión de sus territorios, en mayo de 1915, los ejércitos del Imperio alemán y del austrohúngaro llevaron a cabo la ofensiva de Gorlice-Tarnów y llegaron a Varsovia en agosto de 1915.

## Contraataque ruso: la ofensiva Brusilov, 1916
En la fase inicial de la guerra, las ofensivas de Rusia en Prusia del Este acabaron con bastantes tropas alemanas del frente occidental para permitir que los franceses, belgas y británicos pararan el avance alemán.
El 4 de junio de 1916 los ejércitos rusos de Brusílov lanzaron un ataque contra posiciones austriacas, pero en invierno de 1916 un contraataque alemán recuperó el territorio perdido por los austriacos.
Estas acciones dejaron a ambos frentes casi igualados: tanto Rusia como Alemania buscaban desesperadamente una victoria, Rusia debido a su agotamiento, Alemania a causa de los recursos superiores de sus enemigos.

## Revoluciones en Rusia y fin del frente, 1917-1918

Territorio perdido por Rusia por el Tratado de Brest-Litovsk de 1918.

Debido a la gran pérdida de soldados por parte del Ejército ruso, en toda Rusia hubo huelgas por parte de todos los estratos de la sociedad contra la guerra y el zar, como ejemplo en otoño de 1916 miembros de la marina se amotinaron dos veces, una en el mar Báltico y otra en el mar Negro. Se comentaba que la zarina Alejandra Fiódorovna, nacida en la entonces enemiga Alemania manejaba los asuntos de Estado, controlada por el monje Rasputín. Ante la amenaza revolucionaria el zar respondió con más represión y en febrero de 1917 se ordenó a las tropas del zar disparar contra los manifestantes en Petrogrado durante la Revolución de Febrero. Como el descontento aumentaba el zar intentó regresar del frente a Petrogrado pero los revolucionarios se lo impidieron, entonces el 15 de marzo el zar Nicólas II abdicó, y el Gobierno Provisional Ruso tomó el control. Este hecho provocó gran admiración por parte de los rusos que esperaban una nueva ofensiva contra su enemigo más débil, los austriacos, esta ofensiva fue la Ofensiva Kérenski y tuvo lugar en julio de 1917, estancado tras un pequeño éxito inicial. Mientras en septiembre de 1917 los alemanes realizaron su último ataque conquistando Riga y debilitando enormemente al Gobierno Provisional, que no era capaz de contener las insurrecciones en Rusia.
El 7 de noviembre de 1917, a la señal de los cañones del crucero Aurora los revolucionarios bolcheviques atacaron el Palacio de Invierno de Petrogrado, iniciando la Revolución de octubre, que se extendió rápidamente por toda Rusia. Entonces la recién establecida República Soviética de Rusia salió de una impopular guerra firmando el Tratado de Brest-Litovsk en marzo de 1918, que en tres años había costado la muerte a 2.300.000 rusos y otros 5.000.000 heridos. Esto provocó que 160 divisiones alemanas (más de 2 millones de soldados) y austríacas pudieron cambiar del Frente Oriental al Frente Occidental.

## Bajas
El extenso territorio en el que se libró la batalla significó el desarrollo de una guerra más dinámica, donde la guerra de trincheras jamás alcanzó la importancia que en el oeste.
- 1914. Un millón de bajas rusas[cita requerida].
- 1915-1916. De uno a dos millones de bajas rusas[cita requerida].

## Principales enfrentamientos
Las mayores batallas del frente fueron:
- Invasión de Prusia Oriental: entre 17 de agosto y 14 de septiembre de 1914, los rusos lanzan una ofensiva con 1.400.000 a 3.000.000[7] hombres al mando de Paul von Rennenkampf y Aleksandr Samsónov son rechazados por 500.000 alemanes de Paul von Hindenburg y Erich Ludendorff. Más de 350.000 rusos son muertos o heridos y 600.000 capturados.
- Batalla de Galitzia: entre el 26 de agosto y el 11 de septiembre de 1914. Los austrohúngaros al mando de Franz Conrad von Hötzendorf son derrotados por los rusos de Nikolái Ivánov. De los 950.000 austriacos más de 300.000 fueron muertos o heridos, los rusos en cambio sufrieron 225.000 bajas de una fuerza de 1.200.000 hombres.[8]
- Ofensiva Brusílov: entre el 4 de junio y el 20 de septiembre de 1916. Los rusos al mando del general Alekséi Brusílov lanzan un millón de hombres en un esfuerzo por hacer retroceder a los austriacos y alemanes, al mando de Franz Conrad von Hötzendorf y de Alexander von Linsingen respectivamente, y que sumaban 1.500.000 de soldados, la ofensiva tiene éxito, pero problemas políticos y logísticos de los rusos les impiden aprovechar su victoria.[9][10]
- Ofensiva de Kérenski: Los rusos lanzan una feroz ofensiva entre el 1 de julio y el 19 de julio de 1917, con 1 millón de hombres (otros hablan de 3 millones) al mando de Alekséi Brusílov intentan repetir el éxito de la ofensiva anterior pero los alemanes y austriacos al mando de Max Hoffmann y Félix von Bothmer con cerca de un millón de soldados los rechazan y contraatacan. Los rusos se retiran con 400.000 bajas.[11]